# ککس کورنر (کالیفرنیا)
ککس کورنر (به انگلیسی: Kecks Corner) یک منطقهٔ مسکونی در ایالات متحده آمریکا است که در شهرستان کرن، کالیفرنیا واقع شده‌است. ککس کورنر ۲۵۹ متر بالاتر از سطح دریا واقع شده‌است.